# БОВ-М15
БОВ-М15 је борбено оклопно возило настало на значајнијој модернизацији и модификацији БОВ-ВП (познатији као БОВ-М86). Ово оклопно возило је углавном намењено свим родовима полиције, попут Војне полиције, Жандармерије и осталим родовима МУП-а.

## Опис
БОВ-М15 је првенствено направљен за извршавање како полицијских тако и војних задатака. За разлику од своје претходне основне верзије БОВ-М86 (БОВ-ВП) која је осмишљена и конструисана у време бивше Југославије, уклоњене су и дубоком модернизацијом скоро па сви сегменти и карактеристике возила су подигнуте на виши ниво, главна мањкавост БОВ-М86 је била оклопна заштита која се током ратова у бившој Југославији слабо показала. БОВ-М15 је остао на подвожју као и претходник а то је подвожије од војног камиона ТАМ-110.

### Заштита
Заштита је знатно појачана на БОВ-М15 за разлику од основне верзије, и износи:

#### Оклопна заштита:
- Заштита са предње стране: STANAG 4569 ниво III+ (заштита од муниције са панцирним зрном калибра 12,7мм)
- Заштита са свих страна: STANAG 4569 nivo I (Заштита од муниције калибра 5,56мм и од свих врста стрељачке муниције са обичним зрном).

#### Против-минска заштита:
- Омогућава заштиту посаде у случају експлозије против-тенковске мине која садржи 2кг експлозива испод пода возила.
- Омогућава заштиту посаде у случају експлозије против-тенковске мине која садржи 4кг експлозива испод точкова возила.

## Погон
БОВ-М15 је 4 x 4 оклопно возило, опремљен је мотором Cummins IBS190 (190 КС), возило карактерише врло добра проходност на путу и ван. Пнеуматици су опремљени специјалне намене са (RUN FLAT), која омогућавају у случају пробоја и оштећења пнеуматика неким стрељачком муницијом или другим типовима, да возило има могућности кретања до 50 km.

## Наоружање
Опремљен је даљински управљивом борбеном станицом (ДУБС), која се састоји од митраљеза 12,7мм и системом за управљање ватром (СУВ).
Систем управљања ватром (СУВ) се састоји од главних елемента попут:
- ТВ камере са великим увећавањем.
- Термовизијска камера.
- Ласерски даљинометар.

ДУБС-ом управља нишанџија односно оператер који се налази на месту сувозача, од опреме са којим управља нишанџија постоји још и балистички рачунар, одговарајући дисплеј, као и џојстик или палица за управљање. Митраљез је могуће користити у ручном моду, у случају отказа или оштећења аутоматике.
Ефективност ДУБС-а односно ефективни домет митраљеза износи: до 1.5 km у ваздуху, као и 2 km на циљеве на земљи. Брзина гађања је око 600 метака/мин, док је капацитет муницијске кутије 180 метака.

## Посада и опрема
Посаду чини возач и нишанџија, док су командир и пунилац смештени позади у улазном-излазном делу заједно са осталим члановима од 4 до 6. Искрцавање и укрцавање кроз бочна врата, као и пушкарнице за осматрање и против заседе. Пунилац је у могућности услед отказа аутоматике или оштећења да користи ручно митраљез, притом је заштићен помоћу балистичке заштите ДУБС-а. Возач је опремљен ТВ камерама као и телевизијским предњим и задњим што му омогућава неометану вожњу услед смањене уочљивости. Возило је такође опремљено спољашњим расклапајућим решеткастим оградама, поседује могућност превожења додатних припадника примера ради Жандармерије на одређеним спољашњим платформама на возилу. Поседује такође и систем бацача димних кутија, за потребе маскирања и других потреба специјалних намена. Возило је опремљено звучним и светлосним системима за сигнализацију, клима-уређајем, радио везом, рачунаром за командно-информационим софтвером.

## Корисници
- Србија - Жандармерија - 6

## Видео
https://www.youtube.com/watch?v=k5LCNybDriU